# Court of Appeal (England und Wales)

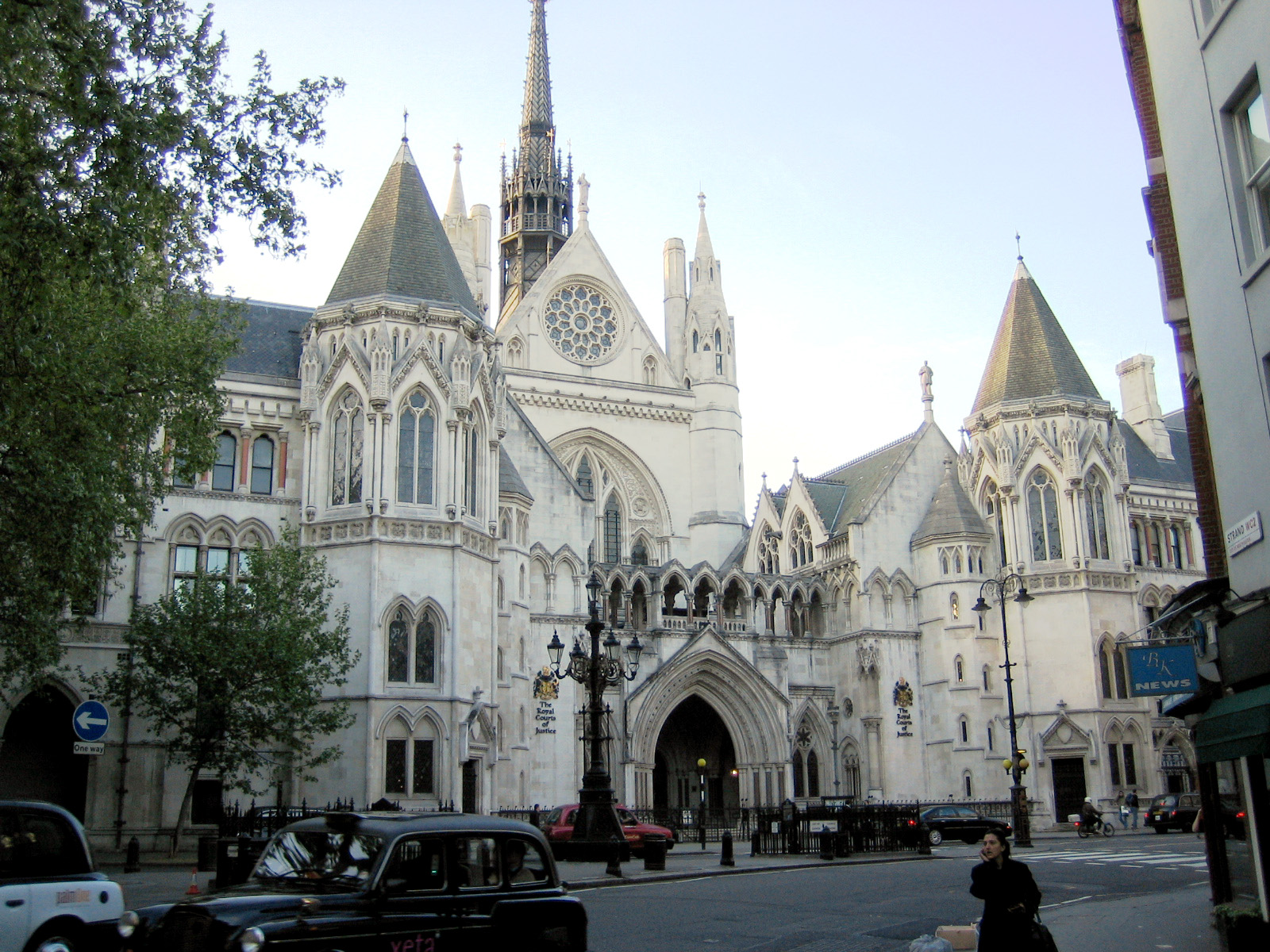
Court of Appeal

Der Court of Appeal ist ein Berufungsgericht mit Sitz in London, das für England und Wales und neben dem High Court of Justice (Oberstes Zivilgericht) und dem Crown Court (Strafgerichtshof) einer der Senior Courts of England and Wales ist. Über ihm steht seit dem Constitutional Reform Act 2005 der Supreme Court; zuvor lag diese Aufgabe beim House of Lords.

## Geschichte
Der Court of Appeal wurde 1875 durch den Supreme Court of Judicature Act 1873 eingerichtet. Mit diesem Gesetz wurden acht bestehende englische Gerichte – der Court of Chancery, der Court of Queen's Bench, der Court of Common Pleas, der Court of Exchequer, der High Court of Admiralty, der Court of Probate, der Court for Divorce and Matrimonial Causes und der London Court of Bankruptcy – zu einem neuen Supreme Court of Judicature (heute bekannt als Senior Courts of England and Wales) zusammengelegt. Der neue Supreme Court war unterteilt in den Court of Appeal, der die Berufungsgerichtsbarkeit ausübte, und den High Court of Justice (Oberster Gerichtshof), der die eigentliche Rechtsprechung in Streitsachen ausübte.
Mit dem durch das Verfassungsreformgesetz 2005 (Constitutional Reform Act 2005) neu geschaffenen Obersten Gerichtshof des Vereinigten Königreichs (Supreme Court of the United Kingdom) musste der Court of Appeal einen Bedeutungsverlust hinnehmen. Dieser ist seit dem 1. Oktober 2009 die oberste gerichtliche Berufungsinstanz im Vereinigten Königreich.

## Besetzung
Der Court of Appeal ist in zwei Abteilungen, die Civil und die Criminal Division aufgeteilt. Der Civil Division steht der Master of the Rolls, der Criminal Division der Lord Chief Justice vor. Dem Gericht gehören daneben 28 Richter an, die in Abteilungen von jeweils drei Richtern entscheiden.

## Aufgaben

Gerichtsorganisation in England und Wales

Der Court of Appeal ist das Berufungsgericht und überprüft Urteile niederer Instanzen auf Rechtsfehler;  er ist an Tatsachenfeststellungen der Vorinstanz gebunden.